# 豪尔赫·马克达
豪尔赫·马克达（西班牙語：Jorge Maqueda，1988年3月15日—），西班牙男子手球运动员。他曾代表西班牙国家队参加2012年和2020年夏季奥林匹克运动会手球比赛，获得一枚铜牌。